# Marc Rodríguez Naque
Marc Rodríguez Naque (Barcelona, 28 de novembre del 1975) és un actor català. És conegut per a les seves contribucions a Polònia (des de 2009) i Crackòvia (des de 2010). També és actiu en les produccions de cinema i de moltes obres de teatre.

## Biografia
Va estudiar teatre als 19 anys, i un any després va debutar al Festival Grec i amb una obra del Paco Zarzoso.
Va debutar a la televisió en el 1997, a la sèrie Nova ficció. De 1999 a 2000 va jugar el paper de "Mateu" a la sèrie Nissaga de poder, i en els anys següents va presentar-se a diverses pel·lícules de televisió com Freetown, Rapados i El asesino del parking. En el 2004 va entrar en un període actiu amb Porca misèria (36 episodis 2004–07), Zoo (22 episodis en el 2008), Vinagre (8 episodis en el 2008) i MIR (4 episodis 2008–09).
En 2009 es va unir a l'equip de Minoria Absoluta, on va presentar-se a Polònia després de 2009 (més de 270 episodis fins a la tardor de 2017) i Crackòvia (almenys 157 episodis fins a 2017). A Polònia va cridar atenció com imitador de Pablo Iglésias i amb son paper de "Cambron" (el cambrer al restaurant del parlament de Catalunya). En el 2017 va imitar tots i totes persones (15 en total) de la història catalana per al projecte d'"Els 4 del Rushmore Català".
També és actiu com a actor a les produccions per al cinema. En el 2006 va presentar-se en el paper de "Francisco" a la pel·lícula de Tu vida en 65' i en el 2010 com "Ventura" a El kaserón. En el 2018 jugarà part en l'adaptació cinematogràfica del cómic Superlópez.
Spleen, una pel·lícula de 2014 després d'una producció en 2011, va tenir Rodríguez també com guionista, director i actor. La història presenta un francès que ha perdut la dona de la seva vida i que decideix viatjar per oblidar els records dolorosos.

## Obra[1]

### Cinema
- 2006 • Tu vida en 65'
- 2006 • Salvador (Puig Antich)
- 2008 • Road Spain
- 2010 • El kaserón
- 2012 • A.G.N. (pel·lícula curta)
- 2012 • Dictado
- 2012 • Els nens salvatges
- 2013 • Menú degustació
- 2014 • Spleen (també director i guionista)
- 2014 • Pilato, Pilato… (pel·lícula curta)
- 2015 • Lo cantaba Nina Simone (pel·lícula curta)
- 2017 • La gallina (pel·lícula curta)
- 2018 • Superlópez

### Televisió
- 1997 • Nova ficció (1 ep.)
- 1999 • Laura (1 ep.)
- 1999–2000 • Nissaga l'herència (18 ep.)
- 2001– • 7 de notícies
- 2001 • Pagats per riure
- 2001 • Jet Lag (1 ep.)
- 2002 • Freetown (pdt [telefilm])
- 2003 • Majoria absoluta (1 ep.)
- 2004 • Delta (pdt)
- 2004 • Rapados (pdt)
- 2004–07 • Porca misèria (36 ep.)
- 2006 • El comisario (1 ep.)
- 2006 • El asesino de parking (pdt)
- 2007 • R.I.S. Científica (1 ep.)
- 2008 • Zoo (22 ep.)
- 2008 • Las manos del pianista (pdt)
- 2008 • Vinagre (8 ep.)
- 2008–09 • MIR (4 ep.)
- 2009– • Polònia (269 ep. fins al set. 2017)
- 2010 • La sagrada família (1 ep.)
- 2010 • No me la puc treure del cap (1 ep.)
- 2010– • Crackòvia (157 ep. fins al maig 2017)
- 2011 • Ermessenda (2 ep.)
- 2011 • Meublé. La Casita Blanca (pdt)
- 2011 • 14 d'abril: Macià contra Companys (pdt)
- 2011 • Morir en 3 actes (pdt)
- 2012– • 64 postures
- 2012 • Kubala, Moreno i Manchón (1 ep.)
- 2012–13 • Señoras que... (2 ep.)
- 2013 • Et dec una nit de divendres (pdt)
- 2014–17 • El crac (7 ep.)
- 2015 • La Xirgu (pdt)
- 2017 • Sé quíen eres (2 ep.)
- 2018 • Mira lo que has hecho (1 ep.)